# Shingo Takatsuka
Shingo Takatsuka plus connu sous le pseudonyme Seabass est un producteur japonais de jeu vidéo né en 1961.
Il est l'un des principaux développeurs de la firme nippone de jeux vidéo Konami avec Hideo Kojima.
Seabass est principalement connu comme étant le producteur du jeu de football à succès Pro Evolution Soccer. C'est en effet lui qui a pensé et conçu le fameux "gameplay à la PES" comme le disent les fans.
Son surnom de "Seabass" (littéralement "bar" en français) serait lié au fait qu'il soit un grand amateur de tout ce qui touche à la pêche et aux poissons.